# Ayumi Fujimura
Pour les articles homonymes, voir Fujimura.
Ayumi Fujimura (藤村歩, Fujimura Ayumi, née le 3 septembre 1982) est une seiyuu japonaise.

## Doublage
- Asatte no Houkou : Karada Iokawa
- Bakuman. : Aiko Iwase
- Bartender : Miwa Kurushima
- Basquash! : Aulora Skybloom
- Bleach : Tobiume, Katen Kyōkotsu
- Chrome Shelled Regios : Cauntia Valmon Farnes
- Hanamaru Kindergarten : Ryouta
- Hatsukoi Limited : Nao Chikura
- Hayate the Combat Butler : Chiharu Harukaze
- Hunter x Hunter : Neferpitou
- Inazuma eleven GO : Hikaru Kageyama
- Kara no Kyoukai : Azaka Kokutō
- Kaze no Stigma : Ayano Kannagi
- Kemonozume : Girl (ep 2); Shokujinki B (ep 9)
- Koi Suru Tenshi Angelique : Girl (ep 1)
- Kyōran Kazoku Nikki : Kyōka Midarezaki
- Jigoku Shōjo Futakomori : Takuma Kurebayashi
- Ladies vs Butlers! : Mitsuru Sanke
- Magic Kaito : Aoko Nakamori
- Maid Sama! : Misaki Ayuzawa
- Mobile Suit Gundam Unicorn : Audrey Burne/Mineva Lao Zabi
- Muteki Kanban Musume : Child 1 (ep 1); Female student (ep 4); Pink Star (ep 3); Sales assistant (ep 5)
- Nabari no Ō : Raimei Shimizu
- Naruto: Shippūden the Movie : Shion
- Nishi no Yoki Majo : Marie Oset
- Rumble Roses XX : EDIT Voice Type 3
- The Sacred Blacksmith : Cecily Cambell
- Taishō Baseball Girls : Noriko Owari
- Tegami Bachi : Niche
- Touhou Musou Kakyou : Aya Shameimaru
- Xam'd: Lost Memories : Midori Nishimura
- Zettai Karen Children : Naomi Umegae
- The Qwaser of Stigmata : Mafuyu Oribe
- Yumeiro pâtissière : Tachibana Azuki